# 202736 Julietclare
202736 Julietclare è un asteroide della fascia principale. Scoperto nel 2007, presenta un'orbita caratterizzata da un semiasse maggiore pari a 2,4176968 UA e da un'eccentricità di 0,1852420, inclinata di 2,73383° rispetto all'eclittica.
Dal 9 febbraio al 9 aprile 2009, quando 216439 Lyubertsy ricevette la denominazione ufficiale, è stato l'asteroide denominato con il più alto numero ordinale. Prima della sua denominazione, il primato era di 189202 Calar Alto.
L'asteroide è dedicato all'astronoma Juliet Clare Datson.